# Mana (rivier in Siberië)
De Mana (Russisch: Мана), in de bovenloop Pravaja Mana (Правая Мана; "rechter Mana") genoemd, is een rivier in de Russische kraj Krasnojarsk. De rivier ontstaat in de Manskoje Belogorje in de noordelijke uitlopers van de Oostelijke Sajan, waar ze uit het Verchmanskojemeer op de kruising tussen de Manskoje, Koetoertsjinskoje en de Kanskoje Belogorje stroomt. De Mana vormt in de bovenloop een typische bergrivier met veel stroomversnellingen. Op 12 kilometer vanaf de bron vormt de Mana over een lengte van 800 tot 1000 meter een ondergrondse rivier. In de jaren 30 en 40 van de 20e eeuw en van 2000 tot 2003 werd in de Joelevski-mijn aan de bovenloop goud gewonnen.
In de benedenloop stroomt de rivier door een brede vallei en meandert langzaam om heuvels heen. De rivier is hier ook bevaarbaar. Tot 1986 was hier ook een vlotterij actief. Op een afstand van 40 tot 20 kilometer van de monding bevindt zich op de rechteroever het natuurreservaat Stolby. Na 475 kilometer stroomt de Mana op 16 kilometer van Krasnojarsk bij het dorpje Oest-Mana (nabij Divnogorsk) uit in het Stuwmeer van Krasnojarsk, dat onderdeel vormt van de Jenisej. Tijdens haar loop stromen de volgende zijrivieren de Mana in (van bron tot uitstroom); Dizo, Bolsjoj Arzybej, Maly Arzybej, Mina, Krol, Kolba, Bolsjoj Oengoet, Maly Oengoet, Zjerzjoel, Maly Kersjoel, Bolsjoj Kersjoel, Oerman en Beret. De rivier is gewoonlijk bevroren van de eerste helft van november tot de tweede helft van april. Het debiet varieert van 32,7 m³/s in maart tot 230 m³/s in mei.
Langs de rivier liggen vanaf de bron de volgende bewoonde plaatsen; Vyjezzji Log, Koj, Kozjelak, Goloebevka, Narva, Bolsjoj Oengoet, Maly Oengoet, Zjerzjoel, Oerman, Beret en Oest-Mana.
Langs de rivier groeien soorten als Siberische ceder, Siberische den, spar, zilverspar, lariks, berk, ratelpopulier, lijsterbes, vogelkers en wilg. Vissoorten in de rivier zijn onder andere sterlet, taimen, lenok, vlagzalm, blankvoorn, snoek, baars, kwabaal, serpeling, pos, riviergrondel, modderkruiper, Siberische rivierdonderpad en elrits.
De rivier is geliefd bij rafters, die met name de kalmere benedenloop opzoeken, die start bij het dorp Beret. Een iets moeilijker traject start bij het dorp Bolsjoj Oengoet. Nabij Oest-Mana ligt een gebied dat Manski Pljos wordt genoemd, waar vaak festivals als het traditionele bardfestival worden gehouden.